# Eleições parlamentares europeias de 1989 no distrito de Coimbra
| Eleições parlamentares europeias de 1989 Distritos: Aveiro \| Beja \| Braga \| Bragança \| Castelo Branco \| Coimbra \| Évora \| Faro \| Guarda \| Leiria \| Lisboa \| Portalegre \| Porto \| Santarém \| Setúbal \| Viana do Castelo \| Vila Real \| Viseu \| Açores \| Madeira \| Estrangeiro |

## Resultados por concelho
Os resultados nos concelhos do Distrito de Coimbra foram os seguintes:

### Arganil
| Partido                 | Partido                         | Votos  | %               | +/-   |
| ----------------------- | ------------------------------- | ------ | --------------- | ----- |
|                         | Partido Social Democrata        | 2 711  | 42,57 / 100,00  | 10,36 |
|                         | Partido Socialista              | 2 046  | 32,12 / 100,00  | 7,52  |
|                         | Centro Democrático Social       | 817    | 12,83 / 100,00  | 2,33  |
|                         | Coligação Democrática Unitária  | 151    | 2,37 / 100,00   | 0,38  |
|                         | Partido Popular Monárquico      | 81     | 1,27 / 100,00   | 0,10  |
|                         | Movimento Democrático Português | 68     | 1,07 / 100,00   | 0,88  |
|                         | Outros (com menos de 1,00%)     | 226    | 3,55 / 100,00   |       |
| Votos Inválidos         | Votos Inválidos                 | 269    | 4,22 / 100,00   | 1,05  |
| Total                   | Total                           | 6 369  | 100,00 / 100,00 |       |
| Eleitorado/Participação | Eleitorado/Participação         | 12 493 | 50,98 / 100,00  | 22,48 |

### Cantanhede
| Partido                 | Partido                         | Votos  | %               | +/-   |
| ----------------------- | ------------------------------- | ------ | --------------- | ----- |
|                         | Partido Social Democrata        | 5 445  | 42,48 / 100,00  | 5,08  |
|                         | Partido Socialista              | 3 167  | 24,71 / 100,00  | 4,73  |
|                         | Centro Democrático Social       | 2 861  | 22,32 / 100,00  | 0,32  |
|                         | Coligação Democrática Unitária  | 310    | 2,42 / 100,00   | 0,50  |
|                         | Partido Popular Monárquico      | 194    | 1,51 / 100,00   | 0,09  |
|                         | Movimento Democrático Português | 146    | 1,14 / 100,00   | 0,97  |
|                         | Outros (com menos de 1,00%)     | 244    | 1,89 / 100,00   |       |
| Votos Inválidos         | Votos Inválidos                 | 450    | 3,51 / 100,00   | 0,34  |
| Total                   | Total                           | 12 817 | 100,00 / 100,00 |       |
| Eleitorado/Participação | Eleitorado/Participação         | 31 595 | 40,57 / 100,00  | 25,33 |

### Coimbra
| Partido                 | Partido                         | Votos   | %               | +/-   |
| ----------------------- | ------------------------------- | ------- | --------------- | ----- |
|                         | Partido Socialista              | 22 569  | 37,74 / 100,00  | 7,44  |
|                         | Partido Social Democrata        | 14 286  | 23,89 / 100,00  | 5,50  |
|                         | Centro Democrático Social       | 8 339   | 13,95 / 100,00  | 1,80  |
|                         | Coligação Democrática Unitária  | 7 669   | 12,83 / 100,00  | 2,23  |
|                         | Partido Popular Monárquico      | 1 961   | 3,28 / 100,00   | 1,39  |
|                         | Movimento Democrático Português | 1 066   | 1,78 / 100,00   | 1,33  |
|                         | Outros (com menos de 1,00%)     | 1 957   | 3,32 / 100,00   |       |
| Votos Inválidos         | Votos Inválidos                 | 1 920   | 3,21 / 100,00   | 0,72  |
| Total                   | Total                           | 59 797  | 100,00 / 100,00 |       |
| Eleitorado/Participação | Eleitorado/Participação         | 115 488 | 51,78 / 100,00  | 21,14 |

### Condeixa-a-Nova
| Partido                 | Partido                         | Votos  | %               | +/-   |
| ----------------------- | ------------------------------- | ------ | --------------- | ----- |
|                         | Partido Socialista              | 2 144  | 42,32 / 100,00  | 9,41  |
|                         | Partido Social Democrata        | 1 524  | 30,08 / 100,00  | 9,09  |
|                         | Coligação Democrática Unitária  | 552    | 10,90 / 100,00  | 2,78  |
|                         | Centro Democrático Social       | 356    | 7,03 / 100,00   | 0,62  |
|                         | Movimento Democrático Português | 66     | 1,30 / 100,00   | 0,82  |
|                         | Partido Popular Monárquico      | 58     | 1,14 / 100,00   | 0,47  |
|                         | Outros (com menos de 1,00%)     | 187    | 3,70 / 100,00   |       |
| Votos Inválidos         | Votos Inválidos                 | 179    | 3,53 / 100,00   | 0,36  |
| Total                   | Total                           | 5 066  | 100,00 / 100,00 |       |
| Eleitorado/Participação | Eleitorado/Participação         | 10 410 | 48,66 / 100,00  | 22,88 |

### Figueira da Foz
| Partido                 | Partido                         | Votos  | %               | +/-   |
| ----------------------- | ------------------------------- | ------ | --------------- | ----- |
|                         | Partido Socialista              | 8 686  | 37,59 / 100,00  | 7,89  |
|                         | Partido Social Democrata        | 6 373  | 27,58 / 100,00  | 5,36  |
|                         | Centro Democrático Social       | 2 684  | 11,62 / 100,00  | 2,16  |
|                         | Coligação Democrática Unitária  | 2 432  | 10,52 / 100,00  | 2,31  |
|                         | Partido Popular Monárquico      | 454    | 1,96 / 100,00   | 0,30  |
|                         | Movimento Democrático Português | 363    | 1,57 / 100,00   | 1,12  |
|                         | Partido da Democracia Cristã    | 230    | 1,00 / 100,00   | 0,13  |
|                         | Outros (com menos de 1,00%)     | 775    | 3,36 / 100,00   |       |
| Votos Inválidos         | Votos Inválidos                 | 1 111  | 4,81 / 100,00   | 1,19  |
| Total                   | Total                           | 23 108 | 100,00 / 100,00 |       |
| Eleitorado/Participação | Eleitorado/Participação         | 51 769 | 44,64 / 100,00  | 22,18 |

### Góis
| Partido                 | Partido                        | Votos | %               | +/-   |
| ----------------------- | ------------------------------ | ----- | --------------- | ----- |
|                         | Partido Social Democrata       | 846   | 38,19 / 100,00  | 7,31  |
|                         | Partido Socialista             | 837   | 37,79 / 100,00  | 5,70  |
|                         | Centro Democrático Social      | 264   | 11,92 / 100,00  | 2,01  |
|                         | Coligação Democrática Unitária | 45    | 2,03 / 100,00   | 0,12  |
|                         | Outros (com menos de 1,00%)    | 114   | 5,14 / 100,00   |       |
| Votos Inválidos         | Votos Inválidos                | 109   | 4,92 / 100,00   | 0,85  |
| Total                   | Total                          | 2 215 | 100,00 / 100,00 |       |
| Eleitorado/Participação | Eleitorado/Participação        | 5 092 | 43,50 / 100,00  | 25,40 |

### Lousã
| Partido                 | Partido                        | Votos  | %               | +/-   |
| ----------------------- | ------------------------------ | ------ | --------------- | ----- |
|                         | Partido Socialista             | 2 560  | 44,43 / 100,00  | 8,32  |
|                         | Partido Social Democrata       | 1 750  | 30,37 / 100,00  | 7,96  |
|                         | Centro Democrático Social      | 583    | 10,12 / 100,00  | 0,37  |
|                         | Coligação Democrática Unitária | 273    | 4,74 / 100,00   | 1,03  |
|                         | Partido Popular Monárquico     | 79     | 1,37 / 100,00   | 0,13  |
|                         | Outros (com menos de 1,00%)    | 221    | 3,84 / 100,00   |       |
| Votos Inválidos         | Votos Inválidos                | 296    | 5,14 / 100,00   | 0,97  |
| Total                   | Total                          | 5 762  | 100,00 / 100,00 |       |
| Eleitorado/Participação | Eleitorado/Participação        | 11 026 | 52,26 / 100,00  | 21,38 |

### Mira
| Partido                 | Partido                         | Votos  | %               | +/-   |
| ----------------------- | ------------------------------- | ------ | --------------- | ----- |
|                         | Partido Social Democrata        | 2 098  | 46,19 / 100,00  | 2,24  |
|                         | Partido Socialista              | 1 363  | 30,01 / 100,00  | 3,01  |
|                         | Centro Democrático Social       | 597    | 13,14 / 100,00  | 1,14  |
|                         | Coligação Democrática Unitária  | 98     | 2,16 / 100,00   | 0,32  |
|                         | Partido Popular Monárquico      | 89     | 1,96 / 100,00   | 0,02  |
|                         | Movimento Democrático Português | 53     | 1,17 / 100,00   | 0,96  |
|                         | Outros (com menos de 1,00%)     | 97     | 2,14 / 100,00   |       |
| Votos Inválidos         | Votos Inválidos                 | 147    | 3,24 / 100,00   | 0,55  |
| Total                   | Total                           | 4 542  | 100,00 / 100,00 |       |
| Eleitorado/Participação | Eleitorado/Participação         | 10 822 | 41,97 / 100,00  | 25,18 |

### Miranda do Corvo
| Partido                 | Partido                        | Votos | %               | +/-   |
| ----------------------- | ------------------------------ | ----- | --------------- | ----- |
|                         | Partido Socialista             | 1 822 | 42,97 / 100,00  | 10,81 |
|                         | Partido Social Democrata       | 1 446 | 34,10 / 100,00  | 9,06  |
|                         | Centro Democrático Social      | 418   | 9,86 / 100,00   | 0,24  |
|                         | Coligação Democrática Unitária | 196   | 4,62 / 100,00   | 1,09  |
|                         | Outros (com menos de 1,00%)    | 190   | 4,49 / 100,00   |       |
| Votos Inválidos         | Votos Inválidos                | 168   | 3,96 / 100,00   | 0,28  |
| Total                   | Total                          | 4 240 | 100,00 / 100,00 |       |
| Eleitorado/Participação | Eleitorado/Participação        | 9 860 | 43,00 / 100,00  | 25,60 |

### Montemor-o-Velho
| Partido                 | Partido                                         | Votos  | %               | +/-   |
| ----------------------- | ----------------------------------------------- | ------ | --------------- | ----- |
|                         | Partido Socialista                              | 3 415  | 43,45 / 100,00  | 11,39 |
|                         | Partido Social Democrata                        | 1 924  | 24,48 / 100,00  | 9,52  |
|                         | Centro Democrático Social                       | 897    | 11,41 / 100,00  | 1,07  |
|                         | Coligação Democrática Unitária                  | 783    | 9,96 / 100,00   | 2,65  |
|                         | Partido Popular Monárquico                      | 126    | 1,60 / 100,00   | 0,24  |
|                         | Partido Comunista dos Trabalhadores Portugueses | 79     | 1,01 / 100,00   | 0,65  |
|                         | Outros (com menos de 1,00%)                     | 303    | 3,86 / 100,00   |       |
| Votos Inválidos         | Votos Inválidos                                 | 333    | 4,24 / 100,00   | 0,34  |
| Total                   | Total                                           | 7 860  | 100,00 / 100,00 |       |
| Eleitorado/Participação | Eleitorado/Participação                         | 21 620 | 36,36 / 100,00  | 25,80 |

### Oliveira do Hospital
| Partido                 | Partido                        | Votos  | %               | +/-   |
| ----------------------- | ------------------------------ | ------ | --------------- | ----- |
|                         | Partido Social Democrata       | 3 955  | 44,16 / 100,00  | 5,44  |
|                         | Partido Socialista             | 2 570  | 28,70 / 100,00  | 5,21  |
|                         | Centro Democrático Social      | 1 437  | 16,05 / 100,00  | 0,40  |
|                         | Coligação Democrática Unitária | 168    | 1,88 / 100,00   | 0,46  |
|                         | Partido Popular Monárquico     | 144    | 1,61 / 100,00   | 0,40  |
|                         | Outros (com menos de 1,00%)    | 332    | 3,71 / 100,00   |       |
| Votos Inválidos         | Votos Inválidos                | 350    | 3,91 / 100,00   | 0,77  |
| Total                   | Total                          | 8 956  | 100,00 / 100,00 |       |
| Eleitorado/Participação | Eleitorado/Participação        | 18 571 | 48,23 / 100,00  | 24,82 |

### Pampilhosa da Serra
| Partido                 | Partido                        | Votos | %               | +/-   |
| ----------------------- | ------------------------------ | ----- | --------------- | ----- |
|                         | Partido Social Democrata       | 1 395 | 54,92 / 100,00  | 3,76  |
|                         | Partido Socialista             | 543   | 21,38 / 100,00  | 3,75  |
|                         | Centro Democrático Social      | 306   | 12,05 / 100,00  | 1,78  |
|                         | Coligação Democrática Unitária | 69    | 2,72 / 100,00   | 0,20  |
|                         | Outros (com menos de 1,00%)    | 136   | 5,33 / 100,00   |       |
| Votos Inválidos         | Votos Inválidos                | 91    | 3,58 / 100,00   | 0,09  |
| Total                   | Total                          | 2 540 | 100,00 / 100,00 |       |
| Eleitorado/Participação | Eleitorado/Participação        | 5 995 | 42,37 / 100,00  | 25,36 |

### Penacova
| Partido                 | Partido                        | Votos  | %               | +/-   |
| ----------------------- | ------------------------------ | ------ | --------------- | ----- |
|                         | Partido Social Democrata       | 2 577  | 42,03 / 100,00  | 8,57  |
|                         | Partido Socialista             | 2 034  | 33,18 / 100,00  | 7,28  |
|                         | Centro Democrático Social      | 744    | 12,14 / 100,00  | 0,97  |
|                         | Coligação Democrática Unitária | 336    | 5,48 / 100,00   | 1,79  |
|                         | Outros (com menos de 1,00%)    | 250    | 3,56 / 100,00   |       |
| Votos Inválidos         | Votos Inválidos                | 190    | 3,10 / 100,00   | 0,19  |
| Total                   | Total                          | 6 131  | 100,00 / 100,00 |       |
| Eleitorado/Participação | Eleitorado/Participação        | 13 532 | 45,31 / 100,00  | 25,31 |

### Penela
| Partido                 | Partido                        | Votos | %               | +/-   |
| ----------------------- | ------------------------------ | ----- | --------------- | ----- |
|                         | Partido Social Democrata       | 1 649 | 57,60 / 100,00  | 1,62  |
|                         | Partido Socialista             | 735   | 25,67 / 100,00  | 2,31  |
|                         | Centro Democrático Social      | 165   | 5,76 / 100,00   | 0,54  |
|                         | Coligação Democrática Unitária | 69    | 2,41 / 100,00   | 0,64  |
|                         | Outros (com menos de 1,00%)    | 136   | 4,74 / 100,00   |       |
| Votos Inválidos         | Votos Inválidos                | 109   | 3,81 / 100,00   | 0,29  |
| Total                   | Total                          | 2 863 | 100,00 / 100,00 |       |
| Eleitorado/Participação | Eleitorado/Participação        | 6 331 | 45,22 / 100,00  | 23,16 |

### Soure
| Partido                 | Partido                         | Votos  | %               | +/-   |
| ----------------------- | ------------------------------- | ------ | --------------- | ----- |
|                         | Partido Socialista              | 4 068  | 50,58 / 100,00  | 9,88  |
|                         | Partido Social Democrata        | 1 917  | 23,84 / 100,00  | 9,31  |
|                         | Centro Democrático Social       | 613    | 7,62 / 100,00   | 0,18  |
|                         | Coligação Democrática Unitária  | 603    | 7,50 / 100,00   | 1,59  |
|                         | Movimento Democrático Português | 91     | 1,13 / 100,00   | 0,80  |
|                         | Partido Popular Monárquico      | 82     | 1,02 / 100,00   | 0,17  |
|                         | Outros (com menos de 1,00%)     | 297    | 3,69 / 100,00   |       |
| Votos Inválidos         | Votos Inválidos                 | 371    | 4,61 / 100,00   | 0,39  |
| Total                   | Total                           | 8 042  | 100,00 / 100,00 |       |
| Eleitorado/Participação | Eleitorado/Participação         | 18 716 | 42,97 / 100,00  | 23,03 |

### Tábua
| Partido                 | Partido                        | Votos  | %               | +/-   |
| ----------------------- | ------------------------------ | ------ | --------------- | ----- |
|                         | Partido Social Democrata       | 2 258  | 47,57 / 100,00  | 5,09  |
|                         | Partido Socialista             | 1 197  | 25,22 / 100,00  | 6,17  |
|                         | Centro Democrático Social      | 739    | 15,57 / 100,00  | 0,15  |
|                         | Coligação Democrática Unitária | 107    | 2,25 / 100,00   | 0,38  |
|                         | Outros (com menos de 1,00%)    | 246    | 5,18 / 100,00   |       |
| Votos Inválidos         | Votos Inválidos                | 200    | 4,21 / 100,00   | 0,63  |
| Total                   | Total                          | 4 747  | 100,00 / 100,00 |       |
| Eleitorado/Participação | Eleitorado/Participação        | 10 619 | 44,70 / 100,00  | 25,60 |

### Vila Nova de Poiares
| Partido                 | Partido                        | Votos | %               | +/-   |
| ----------------------- | ------------------------------ | ----- | --------------- | ----- |
|                         | Partido Social Democrata       | 1 162 | 45,95 / 100,00  | 4,95  |
|                         | Partido Socialista             | 654   | 25,86 / 100,00  | 4,71  |
|                         | Centro Democrático Social      | 299   | 11,82 / 100,00  | 0,51  |
|                         | Coligação Democrática Unitária | 134   | 5,30 / 100,00   | 1,24  |
|                         | Outros (com menos de 1,00%)    | 123   | 4,86 / 100,00   |       |
| Votos Inválidos         | Votos Inválidos                | 157   | 6,21 / 100,00   | 1,21  |
| Total                   | Total                          | 2 529 | 100,00 / 100,00 |       |
| Eleitorado/Participação | Eleitorado/Participação        | 5 422 | 46,64 / 100,00  | 21,64 |